# حقل بن عمر
حقل بن عمر هو حقل نفط وغاز عراقي عملاق في محافظة البصرة، قرب شط العرب، في قرية نهر عمر، شمال مدينة البصرة، والمسافة بين الحقل ومدينة البصرة 25 كيلومتراً، موقع الحقل في الحوض الغائر لنطاق وادي الرافدين، بين خط طول '45 ْ47 ودائرة عرض '45 ْ30، اكتشف الحقل سنة 1948م، وما زال منذئذٍ يُدرس ويُفحص وكان يُعتقد أنه جزء من حقل مجنون، ثم تبين أنه منفصل، وبدأ الإنتاج منه سنة 2008، وهو حقل هيدركربوني يُنتج غازاً طبيعاً مصاحباً لنفط خام، احتياطي حقل بن عمر مليار برميل نفط، واحتياطي الغاز 780 مليار متر مكعب، أبعاد الحقل 25*12 كيلومتراً، طولاً وعرضاً تساوي تقريباً 300 كيلومتر مربع، وفي الحقل 3 مكامن، اليمامة والزبير والمشرف، الحقل ذو تركيب تحدّبي بيضوي الشكل، ذكر وزير النفط العراقي جبار اللعيبي يوم 22 كانون الثاني سنة 2018 أن إنتاج حقل بن عمر أكثر من 40 ألف برميل يومياً من النفط الخام و25 مليون قدم مكعب قياسي يومياً من الغاز الخام. أُعلنَ عن تخفيض إنتاج الحقل إلى الحد الأدنى من جراء انبعاث غاز ملوّث للبيئة.